# Vince DiCola
Vince DiCola (nacido en Lancaster, Pensilvania), es un compositor y teclista italo-estadounidense, reconocido por su trabajo en las bandas sonoras de las películas Transformers: la película, Staying Alive y Rocky IV. También ha sido uno de los precursores de las secuencias Fairlight CMI y Synclavier II. 

## Biografía
Vincent Louis DiCola nació en Lancaster, Pennsylvania en 1957. Su primer trabajo importante lo realizó en la banda sonora de la película Staying Alive, junto a Frank Stallone. Después de eso, fue contratado para la realización de la música en la película Transformers. En Rocky IV logró dar vida a secuencias de teclado bastante reconocidas desde entonces.
DiCola cita como grandes influencias a las bandas Yes y Emerson, Lake & Palmer. También siente gran admiración por compositores de bandas sonoras como Thomas Newman, John Powell y Jerry Goldsmith.

## Nominaciones
En 1983, DiCola fue co-nominado al Grammy por el Mejor Álbum de Banda sonora por coescribir las canciones que acompañarían a la película Staying Alive, a pesar de la pobre recepción que obtuvo la cinta. También recibió una nominación al Globo de Oro por la canción Far From Over, la cual escribió junto a Frank Stallone para la misma película.